# Banggaibulbyl
Banggaibulbyl (Hypsipetes harterti) är en fågelart i familjen bulbyler inom ordningen tättingar.

## Utbredning och systematik
Banggaibulbylen förekommer enbart i Banggaiöarna öster om Sulawesi. Den kategoriserades tidigare som underart till Hypsipetes longirostris, men urskiljs allt oftare som egen art.

## Status
Fågeln kategoriseras av IUCN som livskraftig.